# Key (기업)
Key는 일본 소재 미소녀 게임(또는 비주얼 노벨) 제작사인 주식회사 Visual Art's(이하 "비주얼 아츠")의 브랜드 팀 중 하나이다.

## 역사
택틱스 소속의 스탭들이 Visual Art's의 사장 바바 다카히로의 스카웃제의를 받고 이적, 만들어진 팀이다.
보통, 택틱스의 게임인 《One ~빛나는 계절로~》의 제작 스탭들 중 일부가 원화가 히노우에 이타루의 해고에 반발, 이적하여 창설하였다고 알려져 "이타루 사단"이라고 불리기도 하지만, 2007년 6월에 발매된 그녀의 동인회지에서 이를 정면으로 부정하였다.
1999년에 출시한 첫 작품 《카논》(Kanon)이 인기를 얻어 성공적으로 데뷔를 마쳤으며, 이듬해인 2000년 《에어》(AIR)로 기반을 확립하였다. 또, 출시일을 2년씩 미뤄가며 2004년에 출시한 《클라나드》(CLANNAD)는 초기부터 전연령으로 발매되었음에도 불구하고 큰 반향을 이끌어낸 작품이었다.
최근 작품으로는 2007년 7월 27일에 발표한 《리틀 버스터즈!》 가 있는데, 이 작품을 통해 Key가 새로운 도전을 실행하였다. 2008년 4월 1일에는 후속작인 리라이트의 제작을 공식 발표하였는데, 여기서는 기존의 제작진 이외에도 《크로스 채널》의 제작자인 다나카 로미오와 《쓰르라미 울 적에》의 제작자인 용기사07이 제작에 참여하여 화제가 되기도 하였다. 2009년 4월 26일에는 더 이상 시나리오 집필을 하지 않겠다던 마에다 쥰이 다시 시나리오라이터로 복귀하여 원화가 Na-Ga와 함께 참여하는 엔젤 비츠!의 제작이 발표되었다.
아직 한국어로 정식 발매된 게임은 창사 이래 없으나, 애니메이션과 관련 코믹스가 한국어로 정식 발행되는 등 대한민국에도 잘 알려져 있는 미소녀 게임 브랜드이다.

## 작품 목록

### 발매 작품
- 카논 (Kanon) (1999년)
- 카논 (Kanon) 전연령대상판 (1999년)
- 에어 (AIR) (2000년)
- 에어 (AIR) 전연령대상판 (2000년)
- 클라나드 (CLANNAD) (2004년)
- 플라네타리안 ~자그마한 별의 꿈~ (2004년)
- 토모요 애프터 ~It's a Wonderful Life~ (2005년)
- 리틀 버스터즈! (2007년)
- 리틀 버스터즈! 엑스터시 (2008년)
- 쿠드애프터 (2010년)
- 리라이트 (2011년)
- 리라이트 하베스트 페스타! (2012)
- 엔젤 비츠! -1st beat- (2015)
- 하르모니아 (2016)
- 서머 포켓츠 (2018)

### 관련 작품
- 엔젤 비츠! (애니메이션, 2010년 방영)
- 샤를로트 (애니메이션, 2015년 방영)
- 신이 된 날 (애니메이션, 2020년 방영)
- 카기나도 (애니메이션, 2021년과 2022년 방영)
- 프리마 돌 (미디어 믹스 프로젝트)